# Henry A. Bumstead

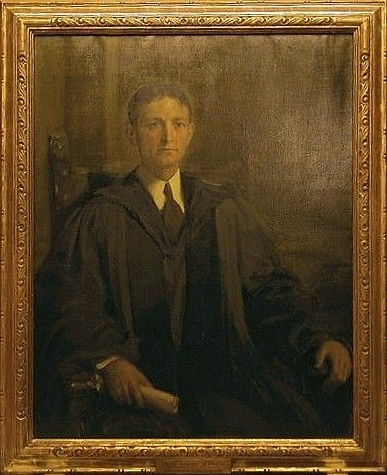
Henry A. Bumstead, 1914

Henry Andrews Bumstead (* 12. März 1870 in Pekin, Illinois; † 31. Dezember 1920 in Chicago, Illinois) war ein US-amerikanischer Physiker. Er leistete wichtige Beiträge zur Theorie der Wellenfunktion und zu Delta-Elektronen. Im Jahr 1918 war er Präsident der American Physical Society, der jeweils für ein Jahr gewählt wird.

## Leben und Wirken
Bumstead erwarb 1891 bei Henry A. Rowland an der Johns Hopkins University einen Bachelor und 1897 bei J. Willard Gibbs an der Yale University mit der Arbeit A Comparison of Electrodynamic Theories einen Ph.D. in Physik. An der Yale University erhielt Bumstead 1900 eine erste Professur, von 1906 bis zu seinem Tod war er (in Nachfolge von Arthur W. Wright) ordentlicher Professor und Direktor des Sloane Physical Laboratory in Yale.
1904/05 war Bumstead zu einem Forschungsaufenthalt bei Joseph John Thomson an der University of Cambridge. 1918 war er wissenschaftlicher Attaché in London. 1919 wurde er Leiter (Chairman) des National Research Council.
Zu seinen Schülern zählten Leigh Page und John Stuart Foster.
Bumstead nominierte 1915 Max Planck, William Henry Bragg, William Lawrence Bragg, Max von Laue für den Physiknobelpreis. Planck erhielt den Nobelpreis für 1918, Vater und Sohn Bragg 1915, von Laue hatte ihn bereits 1914 erhalten.
Henry A. Bumstead war seit 1896 mit Luetta Ullrich verheiratet. Das Paar hatte zwei Kinder. Er starb auf der Rückreise von einem Kongress der American Physical Society.

## Auszeichnungen (Auswahl)
- 1910 Fellow der American Association for the Advancement of Science
- 1913 Mitglied der National Academy of Sciences[2]
- 1914 Mitglied der American Academy of Arts and Sciences[3]
- 1918 Mitglied der American Philosophical Society[4]
- 1918 Präsident der American Physical Society[5]
- 1920 Ehrendoktor der University of Toronto